# La zorra y la cigüeña

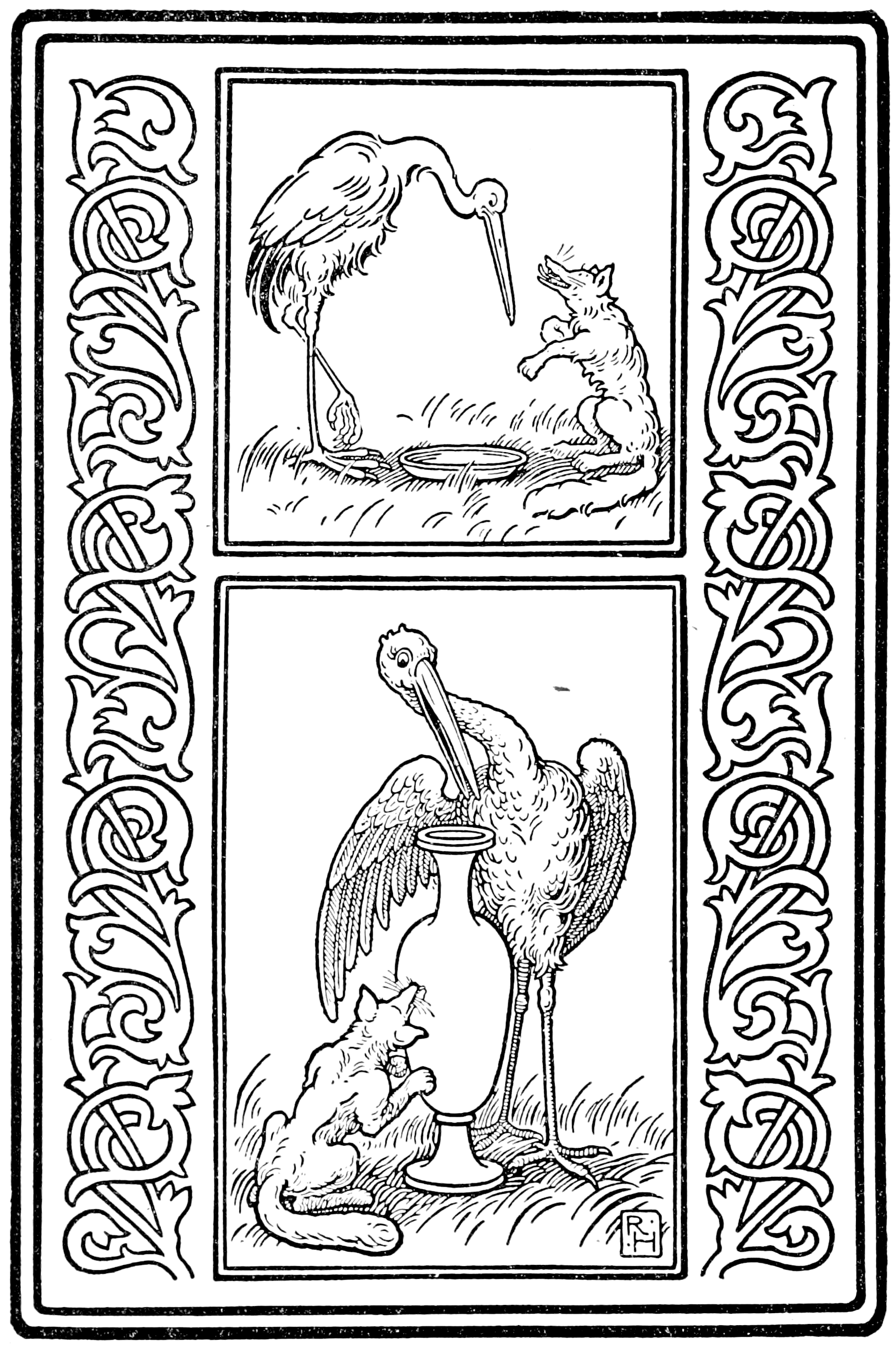
Representación de la fábula de 1922.

La zorra y la cigüeña es una fábula de Esopo, reescrita por Jean de la Fontaine y Samaniego, en francés y español respectivamente. Aparece registrada por primera vez en la colección de Fedro. Tiene el número 426 en el índice Perry de las fábulas de Esopo.

## Resumen
La zorra invita a comer a su amiga la cigüeña, pero sirve una fuente con caldo que la cigüeña con su largo pico es incapaz de sorber, mientras la zorra a lametazos se lo toma todo. Otro día es la cigüeña la que invita a la zorra a comer, y para tomarse la revancha, sirve carne en trocitos servidos en una botella larga y estrecha para que no pudiera alcanzarlos la zorra, mientras la cigüeña introduce su pico y se los come todos.

## Moraleja
La moraleja varía un poco según sea la versión, Esopo afirma que debe llevarse con paciencia que le traten a uno como ha tratado a los demás. Por su parte La Fontaine dice que no hay que engañar a los demás porque conocen tus debilidades y te pagarán con la misma moneda, muy semejante a Samaniego que sentencia que también hay engaño para los pícaros.